# National Sports Centre
National Sports Centre – wielofunkcyjny kompleks sportowy w Douglas na Wyspie Man, w którym odbywają się imprezy sportowe oraz koncerty.
Kompleks posiada kilka obiektów sportowych pozwalających na rozgrywanie kilkunastu dyscyplin sportowych, jak badminton, bowls, hokej na trawie, lekkoatletyka, piłka nożna, pływanie, rugby union, squash i sporty halowe.

## Historia
National Sports Centre powstał w miejscu, gdzie znajdował się King George V Park. Pierwsza część kompleksu została oddana w 1991, wszystkie trzy fazy budowy pochłonęły natomiast 20 milionów funtów.
Obiekt od 2009 jest siedzibą Isle of Man Sports Institute.

## Zawody
Obiekt corocznie jest areną Manx Youth Games, odbywały się na nim także Gateway Games oraz Island Games 2001.
Podczas Igrzysk Wspólnoty Narodów Młodzieży 2011 kompleks gościł ceremonię otwarcia, zawody badmintonowe, pływackie, lekkoatletyczne i turniej rugby 7.

## Obiekty

### Stadiony
Stadion lekkoatletyczny po przeprowadzonym w 2009 remoncie posiada pełnowymiarową sześciotorową, a na prostej ośmiotorową, bieżnię pokrytą syntetyczną nawierzchnią wraz z rowem z wodą; rzutnie do rozgrywania rzutu oszczepem, dyskiem, młotem i pchnięcia kulą; skocznie do rozgrywania skoku w dal, wzwyż, o tyczce i trójskoku. W pełni oświetlony obiekt, na którego trybunach może zasiąść 500 osób, posiada pełny certyfikat UK Athletics oraz spełnia część standardów IAAF.
Wzdłuż stadionu znajduje się odnowione w 2008 oświetlone pełnowymiarowe boisko ze sztuczną nawierzchnią przeznaczone do rozgrywek piłki nożnej i hokeja na trawie. Na peryferiach kompleksu istnieje tor wyścigowy o długości 800 metrów, którego nawierzchnią jest tarmac, na którym mogą odbywać się treningi kolarstwa, chodu i biegów ulicznych.
Sportowcy korzystający z wszystkich zewnętrznych obiektów mogą korzystać z toalet, pryszniców i szatni znajdujących się pod główną trybuną stadionu lekkoatletycznego oraz w oddzielnym budynku, który posiada również ambulatorium uruchamiane podczas zawodów.
King George V Bowl, zwany potocznie The Bowl, służy jako domowa arena reprezentacji Wyspy Man w piłce nożnej, a także do rozgrywek rugby 7. W 2011 zakończyła się kosztująca 3,3 miliona GBP modernizacja stadionu obejmująca instalację sztucznej murawy (zaaprobowanej przez FIFA oraz IRB), czterech osiemnastometrowych słupów oświetleniowych o łącznej mocy 500 luksów oraz montaż 3000 siedzeń. Prócz głównego boiska infrastruktura stadionu obejmuje również dwa boiska treningowe oraz szatnie i toalety.

### Hale sportowe
Wysoka na 9,1 metra Main Sports Hall na drewnianej powierzchni 44 na 36 metrów mieści dziesięć kortów badmintonowych, choć może być wykorzystywana również do innych sportów halowych, spełnia bowiem ich międzynarodowe specyfikacje. Hala posiada elektroniczną tablicę wyników oraz radiowęzeł. Przylega do niej Secondary Sports Hall o wymiarach 32 na 17 metrów (wielkość czterech kortów badmintonowych), która umożliwia specjalne dostosowanie do potrzeb klientów, a mogą się w niej odbywać również treningi krykieta czy łucznictwa.
Indoor Bowls Hall na powierzchni 36 na 23,4 metra mieści pięć torów do gry w bowls oraz elektroniczne tablice wyników. Istnieje również możliwość zainstalowania przenośnych trybun na 100 widzów. NSC posiada również sześć kortów do gry w squasha, z czego trzy można rozmontować, by uzyskać miejsce dla widowni.
Obiekt posiada siłownię i spa, które w 2011 przeszły kosztującą 80 000 funtów renowację, a także dwa baseny – dwudziestopięciometrowy ośmiotorowy przeznaczony do rozgrywania zawodów oraz rekreacyjny wraz z towarzyszącą infrastrukturą (wodotryski, jacuzzi, zjeżdzalnia).
Ofertę obiektu dopełnia bar i kawiarnia.